# Казки матінки моєї Гуски
«Казки матінки моєї Гуски, або ж історії та оповідки минулих часів з повчальними висновками» (фр. Histoires ou contes du temps passé, avec des moralités. Les Contes de ma mère l'Oye) — збірка казок Шарля Перро. Вперше збірку опубліковано 1697 року в Парижі, де книжка швидко здобула популярність, особливо серед паризьких аристократичних літературних салонів. Один із перших зразків літературної казки у світовій літературі, збірка стала найпопулярнішим дитячим виданням упродовж століть, як у Франції, так і у всьому світі. Основою цих казок стали перекази європейських казок, записаних переважно середньовічними письменниками XVI—XVII століть (Бокаччо, Страпарола, Базіле).

## Історія створення
Шарль Перро повноцінно розпочав роботу над збіркою після того, як втратив посаду секретаря, після смерті Жана-Батиста Кольбера, міністра фінансів за часів правління Людовика XIV. Проте, вперше письменник спробував себе у цьому жанрі ще 1691 року, коли опублікував віршовану казку «Ґрізельда», написану на основі десятої новели десятого дня «Декамерона» Бокаччо. Це стало першою його спробою підтвердити свої тези про «гіршість» «Мілетських оповідань», які Перро розкритикував у другому томі трактату «Порівняння давніх і нових у питаннях мистецтва і наук». Згодом Перро видав ще дві віршовані оповідки — «Химерні бажання» (на зразок середньовічного фабліо) та «Осляча Шкура» (на основі народної казки). За словами Перро античні оповідки сильно поступаються французьким казкам: «Не такими є казки, створені нашими предками для своїх дітей, — вони розповідали їх не з такою витонченістю та прикрасами, якими греки та римляни прикрасили свої міфи; вони завжди вельми турбувалися про те, аби їхні казки містили в собі похвальну та повчальну мораль. Повсюди у них чеснота винагороджена і гріх покараний. Усі вони прагнуть показати, як вигідно бути чесним, терплячим, розсудливим, працелюбним, слухняним і яке зло спіткає тих, котрі не є такими»
У лютому 1696 року на сторінках журналу «Меркюр де Франс» вийшла його перша прозова казка — «Красуня з зачарованого лісу», а 1697 року Клауд Барбін зібрав під однією обкладинкою вже вісім казок — «Красуня з зачарованого лісу», «Червона шапочка», «Синя Борода», «Кіт у чоботях», «Чарівниці», «Попелюшка, або Соболевий черевичок», «Ріке-Чубчик» та «Хлопчик-мізинчик». Усі ці казки творять новий тип казки, оскільки вони написані прозою, містять віршовану мораль наприкінці, колорит національної фольклорної традиції та чарівні елементи.
Побоюючись негативної реакції критиків, Шарль опублікував збірку «Казки матінки моєї Гуски» під ім'ям свого наймолодшого сина — Арманкура.

## Казки
До збірки входить 8 казок та окремо ще 3 віршовані оповідки, написані кількома роками до того.
Казки:
- «Красуня з зачарованого лісу» ;
- «Червона шапочка»;
- «Синя Борода»;
- «Кіт у чоботях»;
- «Чарівниці»;
- «Попелюшка, або Соболевий черевичок»;
- «Ріке-чубчик»;
- «Хлопчик-мізинчик»;

Поезія:
- «Маркіза Салуццо, або Терпляча Ґрізельда»  (1691);
- «Химерні бажання» (1693);
- «Осляча Шкура» (1694).

## Ілюстрації

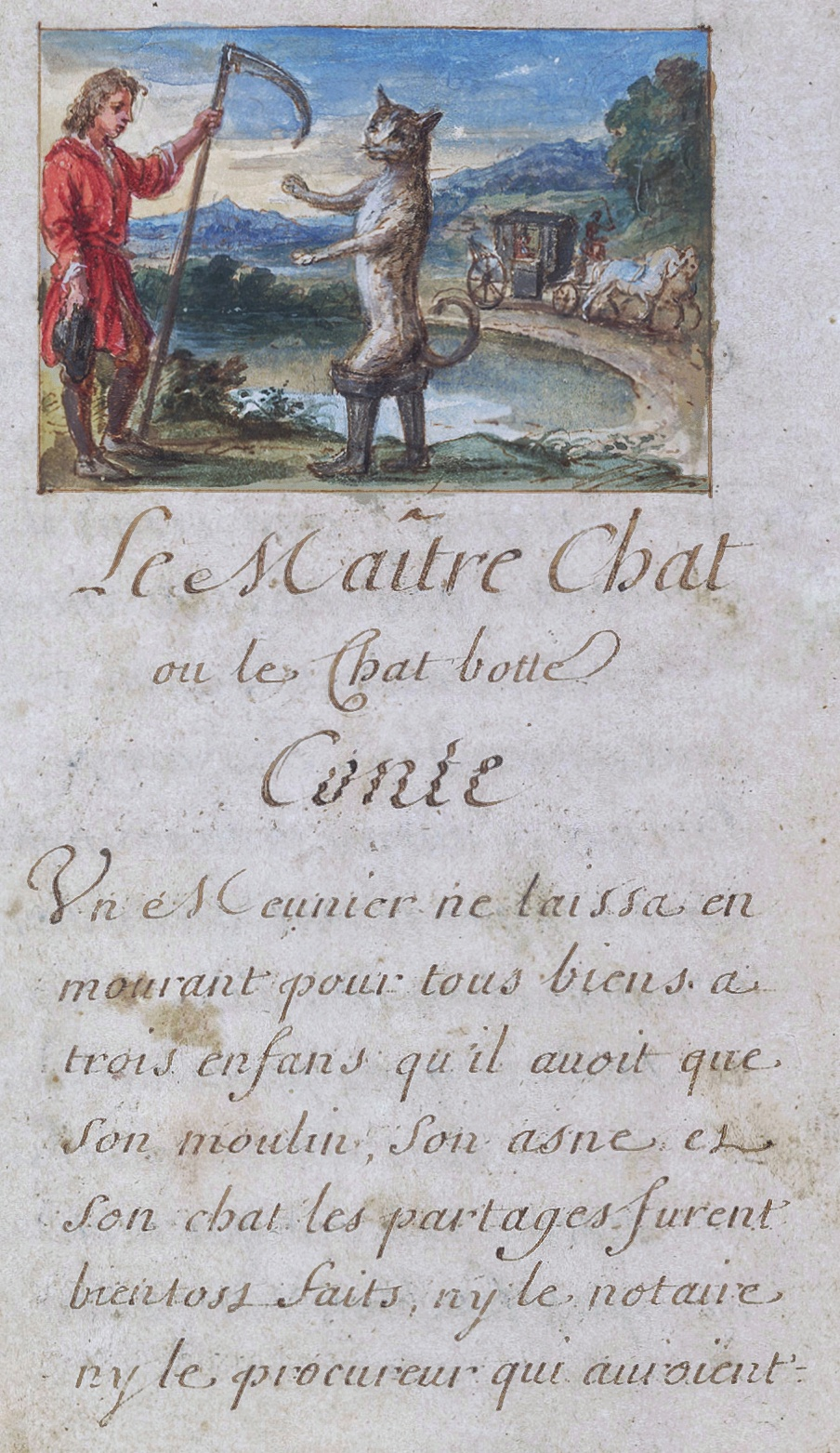
Ілюстрація до казки «Кіт у чоботях» з рукопису 1695 року.
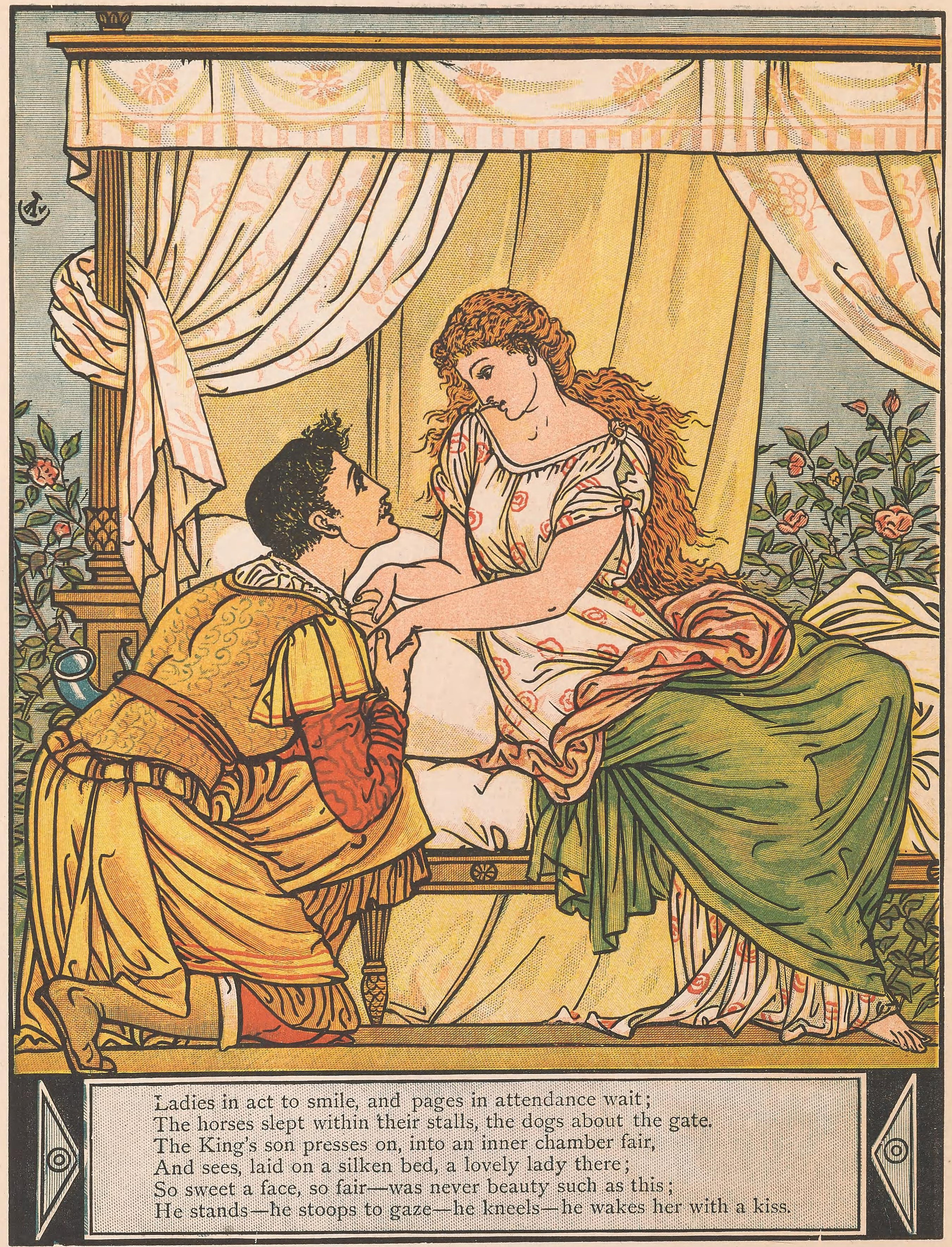
Ілюстрація Волтера Крейна до казки «Красуня з зачарованого лісу»
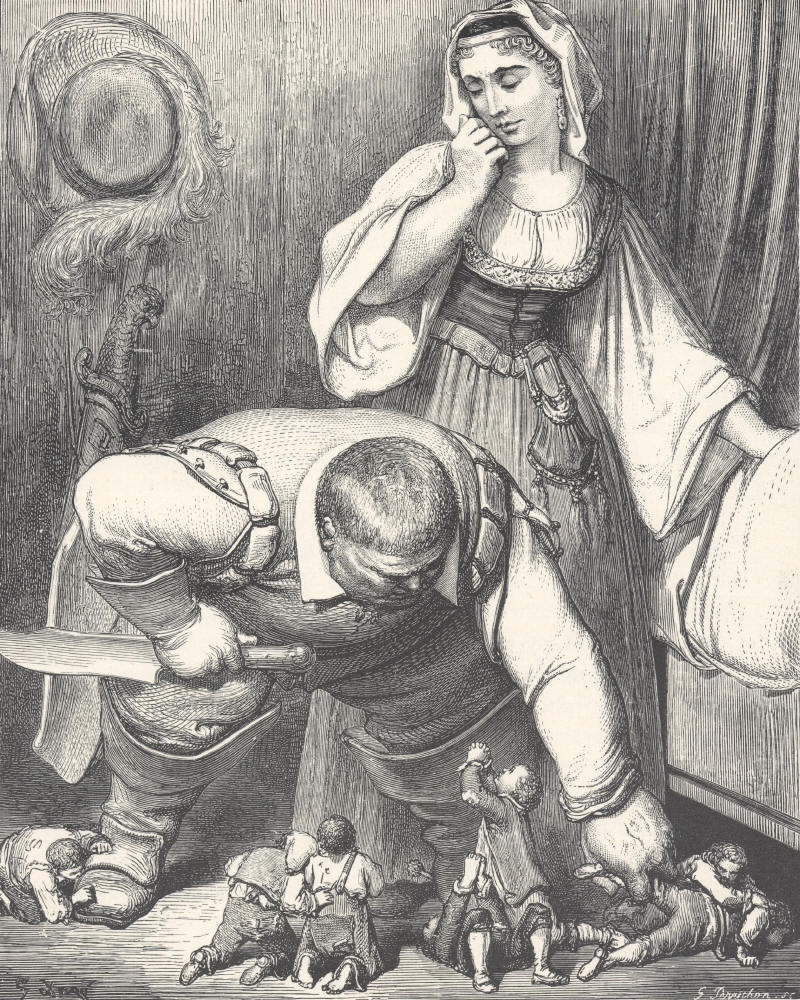
Ілюстрація Гюстава Доре до казки «Хлопчик-мізинчик», 1864 р.
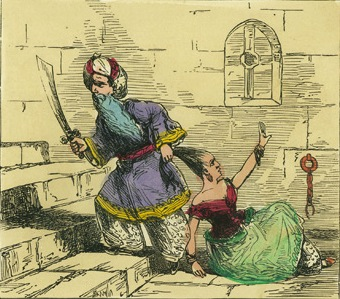
Ілюстрація Едмунда Еванса до казки «Синя Борода», 1888 р.